# 埃皮宗
埃皮宗（法語：Épizon，法語發音：[epizɔ̃]）是法国上马恩省的一个市镇，属于圣迪济耶区。该市镇总面积23.11平方公里，2009年时的人口为143人。2013年，市镇波泰讷-欧日维尔并入埃皮宗。

## 人口
埃皮宗人口变化图示